# Буркаев, Мовлад Умарович
Мовлад Умарович Буркаев (1937 год с. Ломаз-Юрт, Надтеречный район, Чечено-Ингушская АССР — 1995 год, Грозный, Чечня) — известный чеченский и советский артист, певец, солист. Народный артист Чечено-Ингушской АССР.

## Биография
Мовлад родился в 1937 году в с. Ломаз-Юрт Надтеречного района, Чечено-Ингушской АССР. В 1944 году связи с депортацией чеченцев и ингушей вместе с семьей был депортирован в город Джамбул Казахской ССР, где окончил среднюю школу. После возвращения из депортации поселились в посёлке Мичурина города Грозного.
В 1957 году при Комитете по телевидению и радиовещанию Чечено-Ингушской АССР был создан оркестр народных инструментов. Первым руководителем его был композитор Александр Халебский. После него в разные годы оркестром руководили композиторы Чечено-Ингушетии: Аднан Шахбулатов, Зайнди Чергизбиев, Юрий Долгов, Али Димаев. Первыми солистами оркестра были: Жансари Шамилева, Айна Асхабова, Мовлад Буркаев, Салман Дацагов. В том же году был принят в хоровую группу Чечено-Ингушского ансамбля.
В 1963 году окончил Московский государственный музыкально-педагогический институт им. Гнесиных, где учился вместе с Иосифом Кобзоном, Аднаном Шахбулатовым и другими, после учёбы пять лет проработал снова в ансамбле.
В 1969 году стал солистом эстрадного ансамбля, созданного композитором Анатолием Розенбергом в Госкомитете Чечено-Ингушской АССР по телевидению и радиовещанию. Проработал он в Госкомитете около двадцати пяти лет бессменно.
За успехи в развитии и пропаганде эстрадного искусства Чечено-Ингушетии, активную концертную деятельность и высокое исполнительское мастерство Мовладу было присвоено звание Народного артиста Чечено-Ингушской АССР. Умер Мовлад в 1995 году.

### Семья
Жена Лиза и трое сыновей.